# Carpenders Park
Carpenders Park è un paese della contea dell'Hertfordshire, in Inghilterra.